# 蒼山幸子
蒼山 幸子（あおやま さちこ、1991年1月19日 - ）は、日本のシンガーソングライター。ねごとの元メンバーで、ボーカル・キーボード・作詞を担当していた。千葉県出身。AB型。

## 来歴
産まれてから5歳の頃までは東京都台東区に住んでおり、その後に父親の実家のある千葉県に移る。
小学校から中学校の頃までピアノを弾いていたが、習ってる時に弾いているのは嫌いだったという。中学校の入学式のとき、吹奏楽部でドラムを演奏している先輩を見て「格好いい!あれやりたい!」と思ったのがきっかけで打楽器を演奏するようになり、高校時代はマーチング・バンドもしていたという。
高校で同じ軽音楽部であった澤村小夜子と、共通の知り合いを通して知り合った沙田瑞紀を含めたバンドを結成。数ヶ月活動したのち、バンドは一旦解散する事になるが、後日、沙田からのメールにて沙田の幼馴染である藤咲佑を加えたバンド結成の勧誘をされ、ねごとが結成された。
ライブではキーボードのほか、鈴やカスタネットを用いたこともある。
2019年7月にねごとが解散。同年11月よりソロ活動を開始。
2022年1月にソロ初となるフルアルバム『Highlight』を発売。

## 人物
好きな食べ物は、タコとギョウザ。また、大のお酒好きでもあり、自宅で熱燗を作ることもある。

## 作品

### デジタルシングル
| 作  | 発売日         | タイトル       | 初収録アルバム | 備考     |
| --- | -------------- | -------------- | -------------- | -------- |
| 1st | 2020年4月7日   | スロウナイト   | Highlight      | 配信限定 |
| 2nd | 2020年11月12日 | PANORAMA       | Highlight      | 配信限定 |
| 3rd | 2023年3月22日  | ハーバービュー | Esper          | 配信限定 |
| 4th | 2023年6月7日   | 火の鳥         | Esper          | 配信限定 |
| 5th | 2025年1月29日  | 幽霊の恋       | かがやきの虜   | 配信限定 |

### EP
| 枚  | 発売日         | タイトル | 規格品番   | 備考                     |
| --- | -------------- | -------- | ---------- | ------------------------ |
| 1st | 2019年12月10日 | まぼろし | SLRL-10050 | ライブ会場&通販&配信限定 |

### フルアルバム
| 枚  | 発売日        | タイトル     | 規格品番   | 備考 |
| --- | ------------- | ------------ | ---------- | ---- |
| 1st | 2022年1月26日 | Highlight    | SLRL-10082 |      |
| 2nd | 2025年4月16日 | かがやきの虜 | SLRL-10141 |      |

### ミニアルバム
| 枚  | 発売日        | タイトル | 規格品番   | 備考 |
| --- | ------------- | -------- | ---------- | ---- |
| 1st | 2023年9月27日 | Esper    | SLRL-10120 |      |

### 参加作品
- ともだち
  - オワリカラ『Q&A』（BounDEE by SSNW、2012年5月9日発売）に収録。
  - コーラスで参加。
- 春の歌
  - POSSESSION=80.2 POR CENTO（2014年FM802春のキャンペーン「ACCESS!」キャンペーンソング）
  - ボーカリストとして参加。
- Baby's on Fire
  - 電気グルーヴ『25』（キューンミュージック、2014年10月29日発売）に収録。
  - ボーカル&コーラスで参加。

### 楽曲提供
- WHITE OUT
  - XAI『WHITE OUT』（TOHO animation RECORDS、2017年11月15日）
  - 映画『GODZILLA 怪獣惑星』主題歌。
  - 作詞を担当。
- プラスチックガール
  - 夢みるアドレセンス『桜』（ソニー・ミュージックアソシエイテッドレコーズ、2018年3月14日）
  - 作詞、作曲を担当。
- THE SKY FALLS
  - XAI『THE SKY FALLS』（TOHO animation RECORDS、2018年5月9日）
  - 映画『GODZILLA 決戦機動増殖都市』主題歌。
  - 作詞を担当。
- エバーグリーン
  - XAI『live and die』（TOHO animation RECORDS、2018年11月7日）
  - 作詞を担当。
- ミライ
  - JUJU『ミライ』（ソニー・ミュージックアソシエイテッドレコーズ、2019年3月6日）
  - テレビ朝日系ドラマ『ハケン占い師アタル』主題歌。
  - 作詞を担当。
- 月だけが聞いている
  - ナナヲアカリ『DAMELEON』（ソニー・ミュージックアソシエイテッドレコーズ、2019年10月2日）
  - 作詞、作曲を担当。
- ドラマ
  - ナナヲアカリ『Higher's High』（ソニー・ミュージックアソシエイテッドレコーズ、2020年10月21日）
  - 作詞を担当[7]。
- 夜間飛行
  - CYNHN『#0F4C81』（I BLUE、2020年12月23日）
  - 作詞を担当[8]。
- こたえあわせ
  - JUJU『こたえあわせ』（ソニー・ミュージックアソシエイテッドレコーズ、2021年11月10日）
  - 日本テレビ系ドラマ『恋です! 〜ヤンキー君と白杖ガール〜』主題歌。
  - 作詞を担当。
- シャボンのひと
  - 福原遥 1stアルバム『ハルカカナタヘ』（ソニー・ミュージックアソシエイテッドレコーズ、2022年6月8日）
  - 作詞・作曲を担当[9]。
- ソルベ
  - CYNHN『キリグニア』（I BLUE、2022年8月31日）
  - 作詞を担当[10]。

## 使用機材

### キーボード
- Roland JUNO-D
  - 閃光ライオットの副賞で購入したもの[11]。
- KORG TRITON Le[12]
- Roland FA-06[13]
- CLAVIA Nord Lead 2X
  - レコーディングでのみの使用。

## 出演

### ライブ

#### イベント出演
- 2015年
  - 1月26日 - 寒イ明ケ方ノ鶏鳴
  - 3月3日 - SMA40th presents 春の紅桃歌合戦 ～ひなまつりスペシャル～
  - 3月13日 - FM802 "New Springs"
  - 4月1日 - SMA40周年記念ファイナルイベント フリーライブ「みんなとうた」
  - 6月28日 - SOUND FOREST 2015
  - 11月23日 - ねごと presents「お口ポカーンフェス?! NEGOTO 5th Anniversary ～バク TO THE FUTURE～」
- 2016年
  - 3月4日 - 弾き語りLive go-show vol.2
  - 12月18日 - UNCHAIN 20th Anniv. Special Live「You & U」
- 2017年
  - 3月19日 - SANUKI ROCK COLOSSEUM～BUSTA CUP 8th round～
- 2018年
  - 4月12日 - チアキ ファーストワンマンライブ ～ちーちゃんって今何してんの?～
  - 8月24日 - OTODAMA SEA STUDIO 2018「夏の思い出 2018」
  - 10月13日 - No Maps ROCK DIVERSITY 2018
  - 11月20日 - 千葉LOOK presents「唄声喫茶るっく 晩秋スペシャル」
  - 11月22日 - ピテカントロプスになる日 vol.5 Ramblin' On Your Dream ～僕らの時代の落としもの～
  - 11月26日 - 千葉LOOK presents「唄声喫茶るっく 晩秋みちのく出張編」
  - 11月27日 - 千葉LOOK presents「唄声喫茶るっく 晩秋みちのく出張編」
  - 11月28日 - 千葉LOOK presents「唄声喫茶るっく 晩秋みちのく出張編」
  - 12月19日 - よるのひびき
- 2019年
  - 2月18日 - 千葉LOOK presents「唄声喫茶るっく ～まさかの東京追加公演編～」
  - 10月16日 - 歌者-kasha-vol2
  - 11月3日 - 京都市立芸術大学 芸大祭2019
- 2020年
  - 1月25日 - SING MY LIFE
  - 3月25日 - 近藤康平&下北沢レコード presents "In the Air"

### ラジオ
- FIND OUT 『KNOW ME SO SATELLITE』（2011年6月5日 - 2011年12月、ZIP FM） - 毎週日曜 24:20-24:35。
- MUSIC FREAKS（2011年10月9日 - 2012年9月23日、FM802） - 日曜22:00 - 23:57、隔週で担当。

### 映画
- マイナビpresents TOKYO CITY GIRL -2016-「LOCAL→TOKYO」（2016年12月3日、志真健太郎監督） - カメオ出演[14]

### テレビ
- ワカコ酒 Season 5　第9話（2020年5月26日、BSテレ東）- バルの客
- 開運!なんでも鑑定団（2020年9月1日、テレビ東京）- 「ミュージシャン鑑定大会」のコーナーに出演

### CM
- クリンスイ・ラジオCM「water alive 〜水道水を飲もう」（2015年）

### 雑誌
- ねごと 蒼山幸子の「訳あり夢通信」（2014年1月号〜2019年7月号、Skream! マガジン）

## タイアップ
| 起用年 | 楽曲         | タイアップ                                                     |
| ------ | ------------ | -------------------------------------------------------------- |
| 2020年 | スロウナイト | BSテレ東 ドラマ「ワカコ酒 Season5」オープニングテーマ          |
| 2021年 | PANORAMA     | J-POWER WEBムービー「絶景発電所・奥只見発電所」篇 テーマソング |

## ミュージックビデオ
| 公開日        | 楽曲                         | 監督                 |
| ------------- | ---------------------------- | -------------------- |
| 2019年12月9日 | バニラ                       | 志賀匠               |
| 2020年4月28日 | スロウナイト                 | 松永つぐみ           |
| 2020年12月3日 | PANORAMA                     | 葛飾出身             |
| 2022年1月26日 | ハイライト                   | 松永つぐみ           |
| 2023年4月1日  | ハーバービュー (Lyric Video) | 小柳淳嗣（アリオト） |
| 2023年6月7日  | 火の鳥 (Lyric Video)         | 小柳淳嗣（アリオト） |
| 2023年9月27日 | Esper                        | 鳥畑恵美莉           |
| 2025年1月29日 | 幽霊の恋 (Lyric Video)       | horikita aki         |